# 간다마쓰리

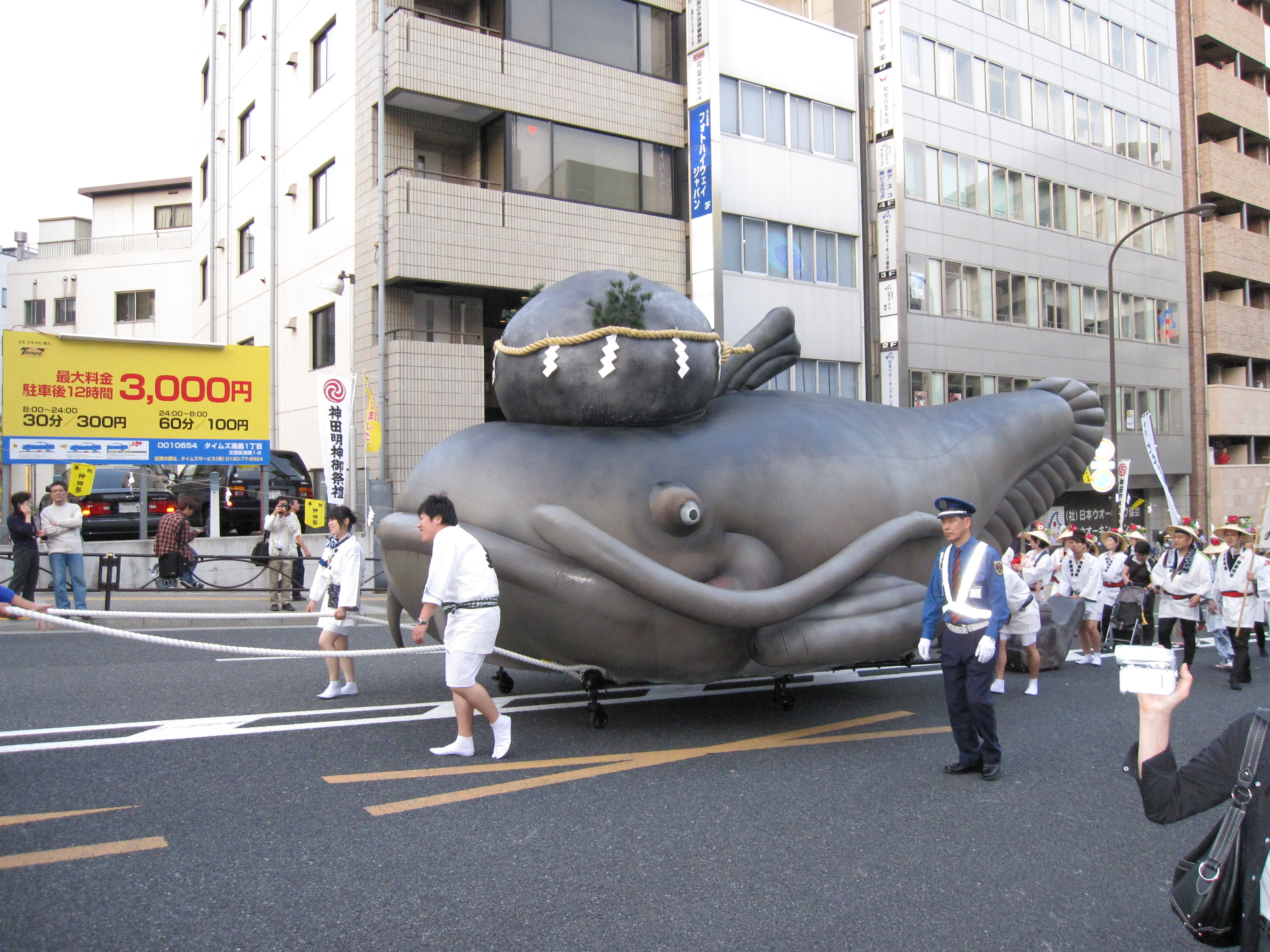
神田祭(칸다 마쓰리)

간다 마쓰리(일본어: 神田祭→간다 축제)는 도쿄도 지요다구의 간다 신사에서 열리는 축제를 말한다. 일본의 3대 축제 중 하나로, 매년 5월 15일 직전 주말에 시작된다. 축제는 약 일주일간 진행된다.

## 역사
에도시대의 〈神田大明神御由緒書〉에 따르면 에도막부 창설 이전인 1600년에 도쿠가와 이에야스는 세키가하라 전투를 앞두고 간다 신사의 간다 다이묘신께 전쟁의 승리를 기원했고, 세키가하라 전투를 승리함으로써 일본 전국을 통일하여 센코쿠 시대를 끝내고 에도막부를 건설하였다. 이에 간다 신사에서 이러한 승리와 전국 통일을 기념하며 축제가 열리게 되었다. 

## 같이 보기
- 일본의 문화